# 1814 na ciência

## Nascimentos
| Data          | Nome                      | Profissão           | Nacionalidade                         | Observações                                      | Ref         |
| ------------- | ------------------------- | ------------------- | ------------------------------------- | ------------------------------------------------ | ----------- |
| 21 de janeiro | Bernardin de Saint-Pierre | escritor e botânico | Reino da França                       | n. 1737                                          |             |
| 31 de janeiro | Andrew Ramsay             | geólogo             | Reino Unido da Grã-Bretanha e Irlanda | m. 1891 Medalha Wollaston 1871 Medalha Real 1879 | [ 1 ] [ 2 ] |
| 25 de junho   | Gabriel Auguste Daubrée   | geólogo             | Reino da França                       | m. 1896 Medalha Wollaston 1880                   | [ 1 ]       |

## Mortes
| Data          | Nome                      | Profissão                | Nacionalidade                          | Observações                                      | Ref         |
| ------------- | ------------------------- | ------------------------ | -------------------------------------- | ------------------------------------------------ | ----------- |
| 21 de janeiro | Bernardin de Saint-Pierre | escritor e botânico      | Reino da França                        | n. 1737                                          |             |
| 21 de agosto  | Benjamin Thompson         | físico e inventor        | Estados Unidos / Reino da Grã-Bretanha | n. 1753 Medalha Copley 1792 Medalha Rumford 1800 | [ 3 ] [ 4 ] |
| 1 de outubro  | Guillaume-Antoine Olivier | naturalista e entomólogo | Reino da França                        | n. 1756                                          |             |

## Prémios
Medalha Copley
- James Ivory[3]

Medalha Rumford
- William Charles Wells[4]